# Bjorelvnes
Bjorelvnes (nordsamiska: Bornjárga) är en kyrkby i Senja kommun i Troms fylke i norra Norge. Byn ligger där fylkesväg 7874 möter fylkesväg 7878, på östra sidan av Gisundet, nordöst om staden Finnsnes. Här finns Lenviks kyrka och Lenviks museum.
Tidigare har byn tillhört dåvarande Lenviks kommun.

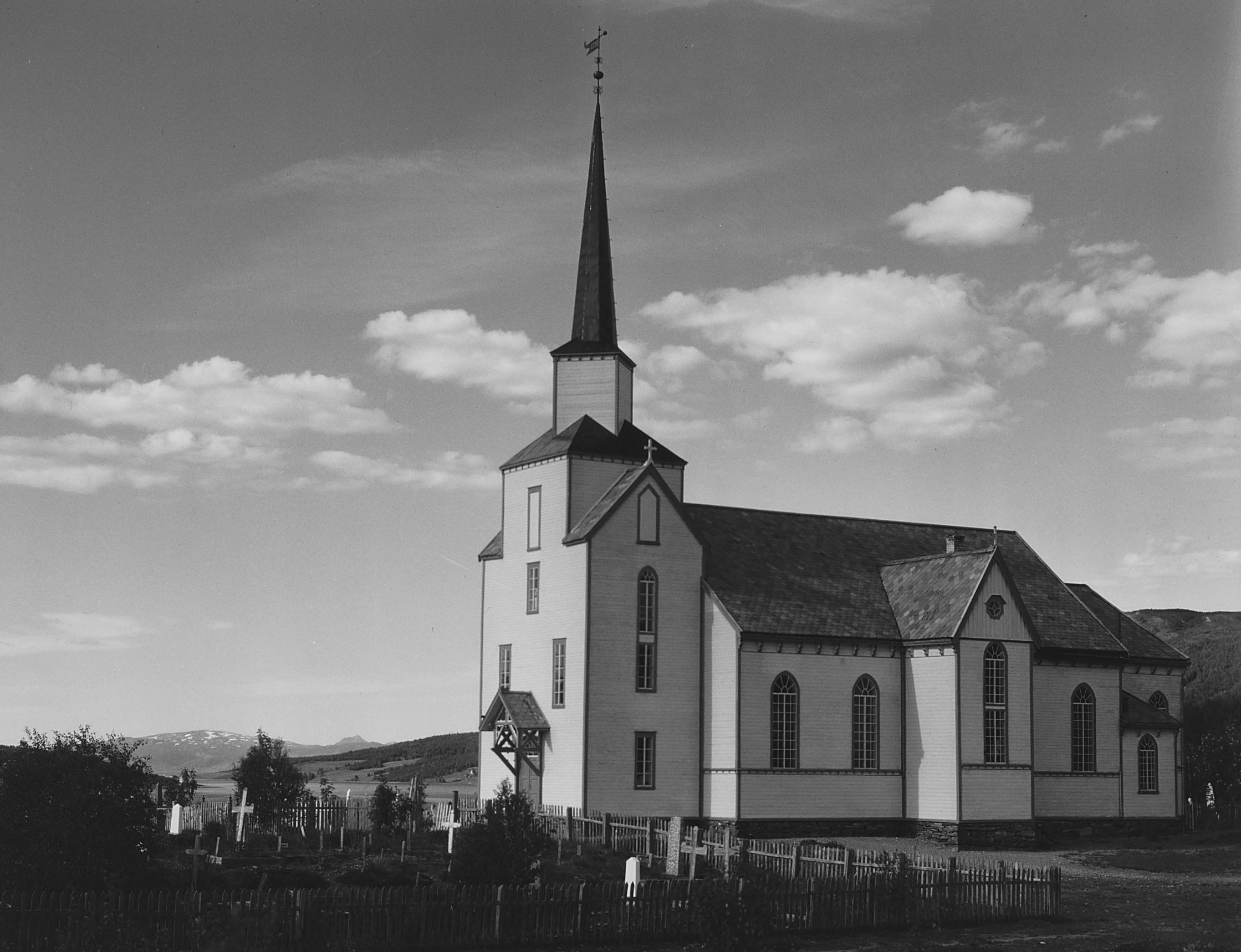
Lenviks kyrka.